# Thomas Young (archevêque)
Pour les articles homonymes, voir Thomas Young (homonymie).
Thomas Young est un prélat anglais né en 1507 et mort le 26 juin 1568. Il est évêque de St David's de 1559 à 1561, puis archevêque d'York de 1561 à sa mort.

## Biographie

### Origines, carrière à St David's et exil
Thomas Young est né en 1507 à Hodgeston (en), un village du sud du Pembrokeshire, au pays de Galles. Il fait des études de droit au Broadgates Hall, à l'université d'Oxford, où il obtient son Bachelor of Arts en 1529 et son Master of Arts en 1533. Il occupe la charge de principal de Broadgates Hall de 1542 à 1546.
Après avoir décidé de s'orienter vers une carrière dans l'Église, Young obtient une série de charges au pays de Galles dans la première moitié des années 1540. Nommé precentor à la cathédrale de St David's en 1542, il prend ses fonctions en 1547. L'évêque Robert Ferrar (en), nommé en 1549, l'accuse de détournement de fonds, de même que le chancelier Rowland Meyrick (en). Ferrar renvoie les deux hommes, ce qui donne lieu à une longue querelle entre eux.
L'avènement de la reine catholique Marie Ire, en 1553, marque le début d'une période de répression des protestants anglais. Ferrar est arrêté et exécuté en 1555, tandis qu'Young opte pour l'exil et se réfugie à Emden, en Frise orientale. Il devient l'une des principales figures de la communauté protestante anglaise en exil dans cette ville, dont il est l'un des deux prêtres officiants avec l'ancien évêque John Scory (en).

### Archevêque d'York
Thomas Young rentre en Angleterre après la mort de Marie Ire et il est élu évêque de St David's le 6 décembre 1559. Son sacre a lieu au palais de Lambeth le 21 janvier 1560. Son zèle lui permet d'attirer l'attention du baron Robert Dudley, favori de la nouvelle reine Élisabeth Ire, et de l'archevêque de Cantorbéry Matthew Parker, le second proposant sa candidature à l'archevêché d'York, vacant depuis la destitution du catholique Nicholas Heath. Son élection prend place le 27 janvier 1561.
Le nouvel archevêque se distingue davantage dans la sphère politique que religieuse, où son manque de zèle réformateur traduit sans doute un certain pragmatisme, le Nord étant une région très conservatrice et attachée au catholicisme. Signe qu'il reste en faveur, la reine le nomme à la tête du Conseil du Nord (en) en 1564. Il s'intéresse de près à la gestion des domaines relevant de l'archevêché d'York, domaine dans lequel il fait preuve d'un certain talent si l'on en juge par l'inventaire établi au moment de son décès.
En 1567, Young, qui commence à être trop âgé pour exercer sa charge, se voit adjoindre un suffragant en la personne de Richard Barnes (en), qui reçoit le titre d'évêque de Nottingham. Il meurt le 26 juin 1568 à Sheffield et est enterré à la cathédrale d'York.